# بتسو
بتسو (بالإنجليزية: Bitso) هي بورصة عالمية للعملات المشفرة تأسست في المكسيك في عام 2014، وكانت أول شركة في أمريكا اللاتينية، وواحدة من منصات العملات المعماة القليلة التي تنظمها لجنة الخدمات المالية في جبل طارق بموجب إطار عمل تقنية سلسلة الكتل.

## التاريخ
تأسست الشركة في 23 يناير 2014 من قبل بن بيترز وبابلو غونزاليس ودانييل فوجل، دانيال فوجل هو الرئيس التنفيذي الحالي، وكانت أول بورصة بيتكوين في المكسيك، كما أنها تدير بروتوكول الريبل، مما يسمح بالتدفقات الدولية من البيزو والدولار الأمريكي والبيتكوين بهدف تسهيل التحويلات المالية من الولايات المتحدة إلى المكسيك، دعمت البورصة 50% من حجم التداول لزوج البيزو المكسيكي/ بيتكوين، أعلنت أنها تجاوزت مليون مستخدم في عام 2020، 92% منهم من المكسيك، بعد أن ارتفع حجم تجارتها بأكثر من 300% خلال ثمانية أشهر، في فبراير 2020 أطلقت عملياتها رسميًا في الأرجنتين. وفي عام 2021 بدأت الشركة عملياتها في السلفادور تحديدًا في شهر سبتمبر.

## روابط خارجية
- الموقع الرسمي